# Пинк, Артур
Артур Уолкингтон Пинк (англ. Arthur Walkington Pink; 1 апреля 1886 — 15 июля 1952) — английский протестантский экзегет кальвинистского направления.

## Биография
Артур Пинк родился в Ноттингеме, Англия, в семье врача. В юности был участником Теософского общества. Однако, в 1908 году, в возрасте 22 лет, услышал от одного из отцовских пациентов стих из притч Соломона: «Есть пути, которые кажутся человеку прямыми; но конец их путь к смерти» (Пр. 14:12), заставили его оставить теософию и стать христианином. Желая изучать Св. Писание Пинк едет в Соединенные Штаты в Библейский институт Муди. Однако, после двух месяцев учебы он оставляет её и получает свой первый приход в г. Сильвертон, Колорадо. В 1916 году он женится на Вере Э. Рассел (8 января 1893 — 17 июля, 1962). Через два месяца он оставляет и приход в Колорадо, едет в Калифорнию, а затем возвращается домой в Англию. С января 1922 он начинает издавать (тир. 1000 экз.) свой ежемесячный журнал «Изучение Писания» (Studies in the Scriptures). С 1925 по 1928 он служит в Австралии. В 1934 Артур возвращается в Англию. Умер учёный 15 июля 1952 года в Сторновее на севере Шотландии.

## Труды
- Антихрист (The Antichrist)
- Искупление (The Atonement)
- Атрибуты Бога (Attributes of God)
- Заповеди Блаженства и Молитва Господня (The Beatitudes and the Lord’s Prayer)